# ۲۲ روباه
۲۲ روباه یک ستاره است که در صورت فلکی روباهک قرار دارد.